# Maurice Ward
Maurice Ward était un inventeur britannique, essentiellement connu pour son invention d'une substance thermiquement isolante particulièrement efficace, le starlite.  Malgré l'intérêt de nombreux industriels et de la NASA, Ward n'a jamais accepté de dévoiler la composition de son invention.  
Maurice Ward a produit de nombreuses démonstrations sur YouTube, consistant notamment à chauffer un œuf avec un bec bunsen sans le cuire, même après plusieurs minutes.
Ward a vécu jusqu'en mai 2011.  Il aurait transmis le secret de fabrication à sa femme et ses quatre filles, mais celles-ci n'ont jusqu'à présent jamais produit un échantillon qui pourrait prouver que Ward n'a pas emporté son secret dans sa tombe.